# ソハヤノツルギ
ソハヤノツルギは、田村語り並びに坂上田村麻呂伝説に登場する伝承上の人物・坂上田村麻呂の名刀。ソハヤ、ソハヤの剣、ソハヤ丸とも。

## 概要
作品によってはそはやのつるき、そはやの剣、そはや丸、そばやの剱、草早丸、素早の剣、素早丸、神通剣などとも表記される。様々な異称こそあるが、これらはすべて御伽草子や奥浄瑠璃の発音の違いや写本の表記の揺れで生じたものであり、ソハヤノツルギを指すものである。
ソハヤノツルギの物語や逸話は、兵庫県加東市にある清水寺が所蔵する大刀「騒速」に仮託されている。

## 奥浄瑠璃版
奥浄瑠璃『田村三代記』でのうち、星丸（後の田村利春）の誕生を描いた「星砕の段」では、妖星が大空で砕け降り注ぎ、そこに産まれた星丸が剣と鏑矢を持つという場面がある。
その後、田村利春と繁井が池に住む大蛇（龍）の龍佐王との間に産まれた大蛇丸（後の田村利光）へと渡ったようである。利光が奥州の争乱を鎮める段において、その出立の様子を「長絹の直垂、美精好の大靴、ソハヤノツルギの太刀をつけ、漣と名付けた名馬に金覆輪の鞍を置かせて乗り、金折烏帽子を輝かせ、三千余騎を率いて都から奥州へ出立した」と描いている。利光と九文屋長者の下女であった悪玉との間に千熊丸（後の坂上田村丸利仁）が産まれた。渡辺本『田村三代記』では悪玉御前の上洛の段で「夫より祖父大納言より、そばやの剱給はりて」とあり、やはり田村三代に渡ってソハヤノツルギが受け継がれている描写が加えられている。
千熊丸が成長して田村丸利仁の物語に入ると、ソハヤノツルギが振るわれる場面が数多く登場することになる。帝より鈴鹿山の立烏帽子を急ぎ退治せよとの宣旨を受けた田村丸利仁が、紆余曲折を経て御殿で学問をしている立烏帽子を見付けるも、見惚れてしまいなぜ討たねばならぬと葛藤する。しかしソハヤノツルギを鞘からはずし立烏帽子めがけて障子越しに投げ入れた。立烏帽子も騒がず長い髪の毛をさっと掻き上げ、側の大通連を抜いて投げ懸ける。二振りの剣は中空で渡り合う。田村丸利仁のソハヤノツルギは鳥となって立烏帽子に飛び懸かれば、立烏帽子の持った大通連は鷹と成って追い出し、ソハヤノツルギが火焔となって吹き懸かれば、大通連は水となって消す。田村丸利仁は太刀では敵わぬと障子を開いて飛び込んだが立烏帽子から「私は三明の剣で貴方の御首を一瞬に討ち落とすことができます。しかしあなたのやさしさを知りました。今日より悪心を翻して貴方に馴れ初め、日本の悪魔共を随わせて進ぜましょう。ご返事は」と決断を突きつけられ比翼連理、偕老同穴の契りを交わした。
明石の高丸討伐の段では、立烏帽子の十二の星が天下り稚児の舞に釣られた高丸親子を鏑矢で打ち取った。残る鬼神が火焔を吹き出して抵抗するも、田村丸利仁と立烏帽子はソハヤノツルギ、大通連、小通連、顕明連の四振りの剣を投げ掛ける。剣は虚空に飛び上がり雨や霰のように振り懸かり、鬼神は残らず討たれてしまった。
その後、大嶽丸退治の段においても大嶽丸の眷属の鬼神たちにソハヤノツルギなど四振りの剣を投げかけ打ち取った。しかし霧山禅定へ追い詰めた大嶽丸へ四振りの剣を投げ掛けるも、大嶽丸を逃がしてしまう。麒麟が窟へ逃れ籠った大嶽丸に再度四振りの剣を投げると、大嶽丸の体は四つに切り裂かれた。
『田村三代記』の末尾には屋代本『平家物語』や『源平盛衰記』の「剱の巻」に相当する部分が挿入される。古態を残す渡辺本『田村三代記』の「つるぎ譚」によると、鈴鹿御前の形見として田村丸利仁に託された大通連・小通連が暇乞いをして天に登り、3つの黒金となったものを箱根の小鍛冶に打たせたものがあざ丸・しし丸・友切丸の3つの剣であり、ソハヤノツルギは毘沙門堂に納め置いた。